# Trisetokoeleria gorodkovii
Trisetokoeleria gorodkovii är en gräsart som först beskrevs av Roman Julievich Roshevitz, och fick sitt nu gällande namn av Nikolai Nikolaievich Tzvelev. Trisetokoeleria gorodkovii ingår i släktet Trisetokoeleria och familjen gräs. Inga underarter finns listade i Catalogue of Life.